# 白鯨
『白鯨』（、英: Moby-Dick; or, The Whale）は、アメリカの小説家・ハーマン・メルヴィルの長編小説。
本作は実際に捕鯨船に乗船して捕鯨に従事したメルヴィルの体験をもとに創作され、1851年に発表された。アメリカ文学を代表する名作であり、サマセット・モームはその有名な著書『世界の十大小説』の中に本作を入れている。映画化もたびたびなされている。原題は初版（1851年）の英国版が『The Whale』、米国版が『Moby-Dick; or, The Whale』であるが、その後『Moby-Dick; or The White Whale』とする普及版が多く刊行されており、日本では『白鯨』の題が定着している。

## 概要
白いマッコウクジラ「モービィ・ディック」に膝から下の片足をかじりとられた老捕鯨船長エイハブが、捕鯨船ピークオッド号を駆り、その復讐を果たさんとする物語。ピークオッド号に初乗り組みするイシュメールなる若者が、「わたし」の一人称で語る形をとっているが、ピークオッド号が海に出ると、あたかも三人称である語りのようにも変化する。また、ト書きつきの戯曲調に書かれている章も多い。
本作品は大長編である上に、白鯨の存在や、エイハブ船長の執念の意味などが難解で、また聖書の引用も多く（これは捕鯨船乗りには、その仕事の危険性から信心深い者が多かったゆえもある。イシュメールやエイハブなど人名が旧約聖書から多く引用もされている）、かつ全体の雰囲気が暗鬱なのもあり、読み通すことが難しいことでも名高い。鯨に関する当時の知識の叙述や、当時の捕鯨技術、鯨文化などの描写など、ストーリー進行に必ずしも必要不可欠でない蘊蓄語りも多く、それらのことが、著名な作品のわりに広く愛読されていない理由の一つとなっている。

## あらすじ

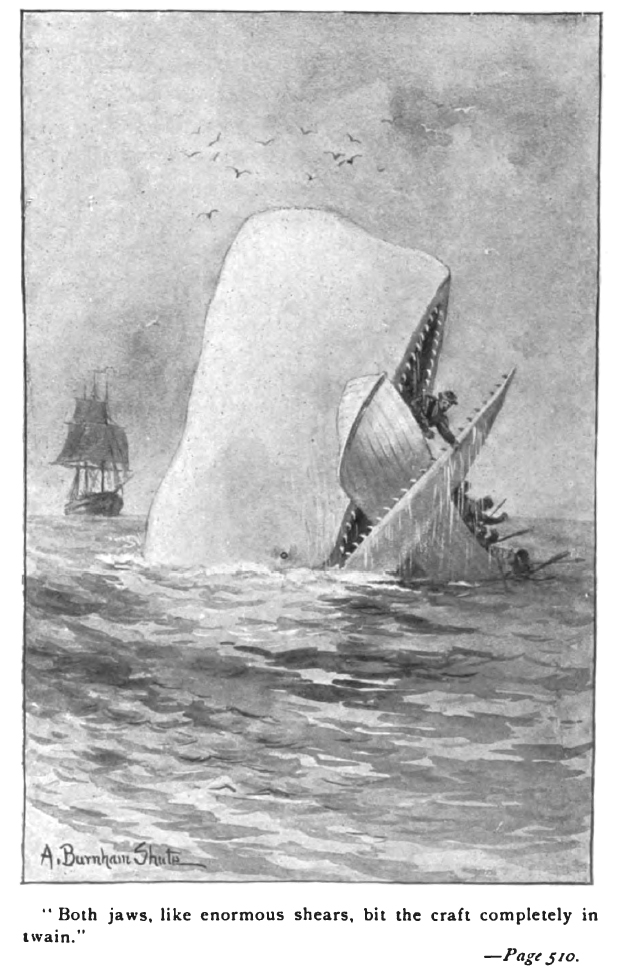
『白鯨』原書（1892年刊）のイラスト。Augustus Burnham Shute (1851–1906)

アメリカが世界の海洋でさかんに捕鯨を行っていた19世紀後半、イシュメールなる若者（わたし）は、捕鯨船に乗り込んで冒険に出ようと、アメリカ東部、ニュー・イングランドにやってくる。イシュメールは港の木賃宿で同宿した、南太平洋出身の巨漢の銛打ち・クイークェグと意気投合し、捕鯨船の一大基地、ナンタケットにふたりで渡り、ともに捕鯨船ピークオッド号に採用され、大海原に出立することとなる。
しかし、モービィ・ディックと渾名される狂暴、狡猾な白いマッコウクジラに片足を食いちぎられ、鯨骨製の義足を装着するピークオッド号の船長エイハブは、かの鯨をすべての悪の化身とみなすほど憎んでおり、捕鯨業より今回、その報復のために出港したのであった。エイハブは30人の乗組員の前で、最初にモービィ・ディックを見つけた奴には金貨を与えると宣し、乗組員の士気を高める。ピークオッド号の№２である冷静な一等航海士スターバックは、その復讐は瀆神行為であると船長を諭すが、船長は聞き入れない。やがて、常にパイプを離さない陽気な二等航海士のスタッブ、上級船員の末席でまじめな三等航海士フラスク、銛打ちの黒人ダグー、インディアンのタシュテーゴ、そしてクイークェグなど、多様な人種構成の乗組員にも、エイハブのモービィ・ディックへの復讐心が伝染し、ピークオッド号は白鯨報復を目的として、航海を続ける。マッコウクジラの回遊性から考えて、日本近海の太平洋がモービィ・ディックとの決戦場であるとエイハブは踏んでいた。
ピークオッド号は大西洋を南下、喜望峰を回り、インド洋に入ると、不吉な印と言われるダイオウイカが現れ、乗組員は不安になる。スンダ海峡を通過すると、黒人少年の召使いピップは海に落ちて発狂。太平洋に出ると、台風に見舞われ、セントエルモの火がエイハブの鍛えた銛の先に灯り、スターバックは帰港を進言するが、復讐の執念に燃えるエイハブは聞き入れようとしない。のみならずエイハブは四分儀を破壊し、落雷で使い物にならなくなった羅針儀の代わりに槍で即席の羅針儀を手製し、モービィ・ディックを追う航海を続ける。
太平洋の真ん中で、ピークオッド号は、昨日、モービィ・ディックと戦ったというレイチェル号と出会う。レイチェル号の船長はその戦いの際に、息子を乗せた捕鯨ボートが行方不明になったので、一緒にそれを探してほしいとエイハブに懇願するが、モービィ・ディックへの復讐しか頭にないエイハブは拒絶し、そのまま前進、ついにモービィ・ディックを見つける。
3日間にわたる追跡と戦いの末、ピークオッド号は、モービィ・ディックに幾本かの銛を打ち込みながらも、反撃を受けて沈没する。生き残りレイチェル号に救助されたのは、クィークェグが自分のために船上で大工に作らせた棺桶を救命ブイとすることができたイシュメールだけであった。

## 登場人物
イシュメール
この物語の語り部。放浪の水夫だが捕鯨船乗組みは初めて。ピークオッド号では見張り担当。
エイハブ
捕鯨船ピークオッド号の老船長。かつて白鯨に片足を奪われ、それ以来復讐心を胸に抱いている。歳の離れた妻と子供を港に残して出港する。
クイークェグ
南太平洋のとある島の、西洋人から人食い人種と呼ばれる部族出身の銛打ち。イシュメールの友人。キリスト教の文明世界に憧れて故郷を訪れた捕鯨船に乗り込むがすぐに幻滅し、故郷の信仰を守りながら放浪している。ピークオッド号に乗り込んでからはスターバックのボートの専属銛打ち師となる。
スターバック
捕鯨船ピークオッド号の一等航海士。副長に相当する人物。ナンタケット出身のクエーカー教徒。冷静で船長エイハブとは対照的な人物。
スタッブ
同二等航海士。ピークオッド号の№3の人物。コッド岬出身。
フラスク
同三等航海士。ピークオッド号の№4の人物。マーサズ・ヴィニヤード出身。
ダグー
黒人の銛打ち。フラスクの専属の部下。
タシュテーゴ
ネイティブアメリカン（インディアン）の銛打ち。マーサズ・ヴィニヤード出身。スタッブの専属の部下。
フェダラー
謎めいた東洋人。拝火教徒。エイハブ直属の銛打ち。ピークオッド号にはエイハブが船主の断りなく乗せた。
ピップ
黒人の少年。シップキーパー（捕鯨作業中に本船に残る留守番役。船番）。
パース
ピークオッド号乗組みの鍛冶屋。
イライジャ
ナンタケットの波止場にいた謎の男。

## 映像化作品
海の野獣（1926年）
ミラード・ウエッブ監督、ジョン・バリモア主演のサイレント映画。ただし、原作が余りに暗く難解なため、大幅にアレンジされた。足を失う前のエイハブの姿が描かれ、エイハブが愛するエスターという美女や彼の舎弟デレックなど原作に存在しない人物が登場する。更にラストはエイハブが白鯨を倒し、エスターと結ばれるハッピーエンドとなっている。
海の巨人（1930年）
ワーナー・ブラザース配給、トーキー。原題は『白鯨』と同じだが、こちらも原作をアレンジしていたと言われている。『海の野獣』でエイハブ船長を演じたジョン・バリモアが、再び船長役で出演した。
白鯨（1956年）
3度目の映画化で、ジョン・ヒューストン監督、グレゴリー・ペック主演。初めて原作と同じ日本語題が付けられた。原作に忠実に作られたが、前2作に比べて興行的に大失敗となった。暗く難解な原作を再現したため、観客が作品のストーリーや雰囲気に付いて行けなかったのが敗因と言われる。しかしその後、『ジョーズ』などの海洋パニック映画の原点として再評価された。権利関連は主演のペックが所有していた。
白鯨伝説（1997年）
出﨑統監督のTVシリーズ。原作を大幅にアレンジしたSFアニメ作品。
モビー・ディック（1998年）
フランク・ロッダム監督のTVシリーズ。主演はパトリック・スチュワート。1956年版でエイハブ船長を演じたグレゴリー・ペックがマップル牧師の役で出演した。作品が第50回プライムタイム・エミー賞ミニシリーズ部門作品賞にノミネートされたほか、グレゴリー・ペックが第56回ゴールデングローブ賞ミニシリーズ・テレビ映画部門助演男優賞を受賞した。
バトルフィールド・アビス（2010年）
トゥリー・ストークス監督のアメリカ映画。
白鯨 MOBY DICK（2011年）
マーク・バーカー監督の全2話のTVシリーズ。前編は『冒険者たち』、後編は『因縁の対決』の日本語タイトルがつけられている。
白鯨との闘い（2015年）
ロン・ハワード監督のアメリカ映画。厳密には小説作品としての『白鯨』の映画化ではなく、『白鯨』の物語のモデルとなった1820年の捕鯨船エセックス号に起こった襲撃事件（マッコウクジラによって船首に穴を開けられ沈没、乗組員21名のうち生存者は8名のみ）を調査したナサニエル・フィルブリック(Nathaniel Philbrick）のノン・フィクション『復讐する海 捕鯨船エセックス号の悲劇』(“In the Heart of the Sea－The Tragedy of the Whaleship Essex－”）を映画化した作品である。
上記以外にも、『トムとジェリー』に「白いくじら」（Dicky Moe、1962年7月1日）のエピソードがある他、舞台を中世ファンタジー世界に置き換えたアメリカ映画『エイジ・オブ・ザ・ドラゴン』（2011年）がある。

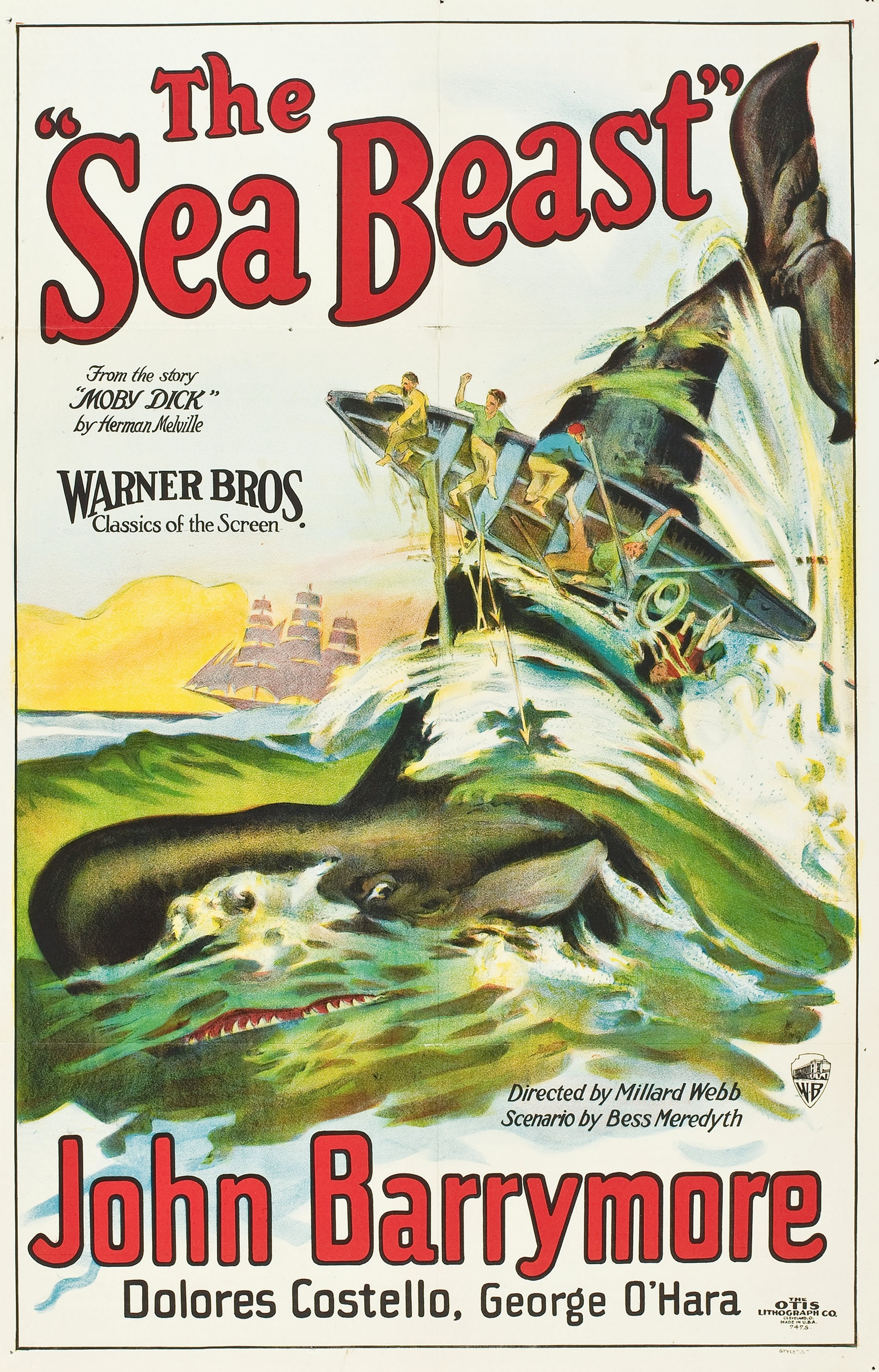
『海の野獣』（1926年）
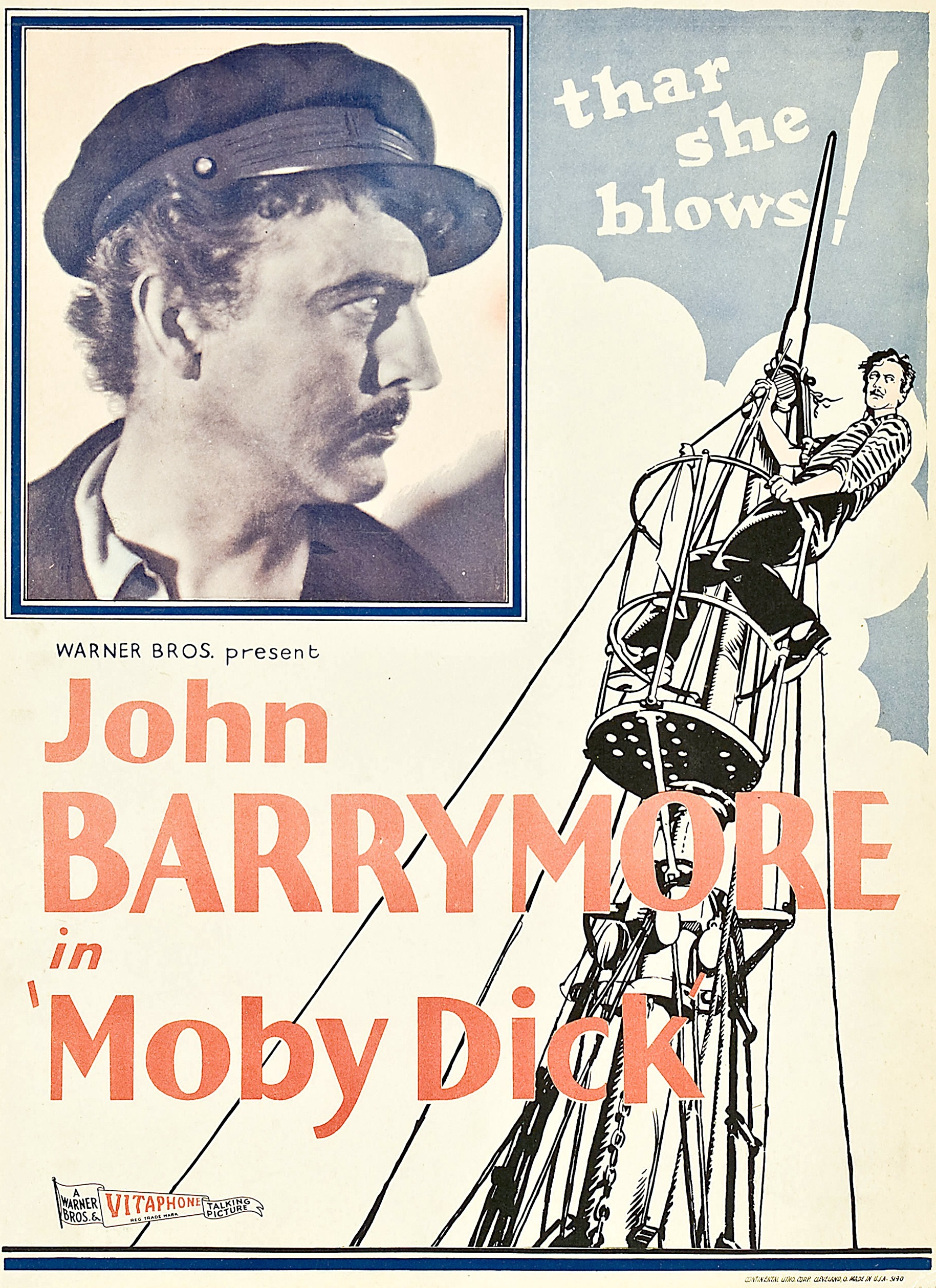
『海の巨人』（1930年）

## 備考
白鯨「モビィ・ディック」のモデルは、実在した白いマッコウクジラの「モカ・ディック」だとされる。
本作には聖書のエピソードが数々登場し、エイハブ (Ahab) とイシュメエル (Ishmael) の名も旧約聖書の登場人物、イスラエル王アハブ、そして、アブラハムの庶子イシュマエルに因む。
作中、船が目指す海域として「Japanese sea」「coast of Japan」という表記が使われるが、これは日本海や日本近海という意味ではなく太平洋でマッコウクジラが多く生息するハワイ・小笠原諸島・釧路を結んだ三角形の海域「ジャパン・グラウンド（Japan grounds）」を指す当時の捕鯨関係者による呼称である。また補給の問題に関連して日本の鎖国について言及されている（条約港を参照）。海図を確認する場面で『Niphon』の表記が登場しており、当時はこの表記も使われていたことが確認できる。
実際にピークォド号のモデルとなった19世紀の捕鯨船ツー・ブラザーズ号はハワイの近海で発見された。2008年から行われたNOAA（アメリカ海洋大気圏局）の調査により、2011年に発見された残骸はハワイのホノルルから約1,000キロの浅瀬にあり、船の索具、錨2基や捕った鯨の脂を融かす器具3点のほか調理器具が含まれている。
コーヒーチェーン店「スターバックス」の名前は、本作の一等航海士スターバックに由来する。スターバックは当時のナンタケット島でよく見られた姓で、鯨取りのスターバックは言うなればパン屋のベーカー氏、といったニュアンスである。なお135章からなる作品中に、コーヒーという単語がスターバックとともに登場するのはただ1箇所で、油を切らして無心にきた捕鯨船の船長が手にしていた油差しをコーヒーポットと誤認する場面である。スターバックとコーヒーに特段の関連はない。
フィリップ・ホセ・ファーマー、チャイナ・ミエヴィル、夢枕獏、パトリシア・ハイスミスなどが本作のパスティーシュ小説を書いている。

## 書誌情報

### 原書
- Melville, H. (1851a). The Whale. London: Richard Bentley - 全3巻 (第1巻 viii＋312頁;第2巻 iv＋303頁;第3巻 iv＋328頁) いわゆる英国版。1851年10月18日発行。
- Melville, H. (1851b). Moby-Dick, or The Whale. New York: Harper and Brothers xxiii＋総635頁。いわゆる米国版。出版日は1851年11月14日と推定される。
- Melville, H. (1979). Moby-Dick, or The Whale. Moser, Barry（木版画挿絵）. San Francisco: Arion Press 2017年6月5日閲覧。 - B・モーザーによる木版画100点を挿絵に採用した総部数265部の限定版で250部を頒布。愛書家団体Grolier Clubが上位100冊に数えるなど、20世紀最高のアメリカの出版物として認められている[16]。
  - 改版。Melville, H. (1981). Moby Dick;or The Whale. Moser, Barry（木版画挿絵）;Hoyem, Andrew（装丁）. Berkeley, Los Angeles;London: Arion Press;カリフォルニア大学出版.  オリジナルの2017-03-24時点におけるアーカイブ。 2017年6月5日閲覧。 - 1979年Arion Press版の並装版。
- Melville, H. (1988). “109 Ahab and Starbuck in the Cabin” (e). Moby-Dick, or The Whale. Northwestern-Newberry Edition of the Writings of Herman Melville. 6. エバンストン: ノースウェスタン大学出版会. ISBN 9780810102682 2019年1月4日閲覧。 - アパラタス全文を付録した研究書。記述は他の版に引用されている。総1048頁。
- Melville, H. (2009). Moby-Dick. Kent, Rockwell（挿絵）. The Folio Society.  オリジナルの2017-02-20時点におけるアーカイブ。 2017年6月5日閲覧。 - 限定出版、Rockwell Kentによる挿絵281点入り。

### 日本語訳
初完訳版は阿部知二訳で、1941年に第一部が、1949年に再版と続編が出版、のち旧岩波文庫版や各社「世界文学全集」で刊行。
1950年代に、富田彬訳、宮西豊逸訳、田中西二郎訳も出版。現行の文庫判は、改版と新訳版が出ている。
- 田中西二郎 訳『白鯨』新潮文庫 全2巻、1952年。 NCID BN08794479。改版1977年、新装改版2006年
　上) 297 ISBN 9784102032015 doi:10.11501/1691309、下) 297 ISBN 9784102032022 doi:10.11501/1691310。
- 阿部知二 訳『白鯨』岩波文庫 全3巻。1956年 - 1957年（昭和31 - 32年）
- 富田彬 訳『白鯨』角川文庫 全2巻、1956年。新装改版2015年。上) ISBN 978-4041031957 下) ISBN 978-4041031964
- 宮西豊逸 訳『白鯨』三笠書房、1956年。のち平凡社・偕成社、潮文庫 全2巻
- 野崎孝 訳『白鯨』中央公論社〈新集 世界の文学11〉、1972年。全1巻 
  - 野崎孝 訳『白鯨』中央公論社〈世界の文学セレクション36〉、1994年。ISBN 978-4124031560。新装版
- 坂下昇 訳『白鯨』講談社文庫 全2巻、1973年。上) ISBN 9784061330528 下) ISBN 9784061330535。「メルヴィル全集7・8」国書刊行会、1982-83年
- 原光 訳『白鯨』八潮出版社 全1巻、1994年。ISBN 9784896500943。
- 千石英世 訳『白鯨』講談社文芸文庫 全2巻、2000年。上) ISBN 978-4061982116、下) ISBN 978-4061982178
- 八木敏雄 訳『白鯨』岩波文庫 全3巻、2004年。上) ISBN 978-4003230817、中) ISBN 978-4003230824、下) ISBN 978-4003230831

## 関連作品
- 水夫と鯨 Of Sailors and Whales, opus 78 - ウィリアム・フランシス・マクベス作曲による吹奏楽曲。本小説を題材に作曲した。
- リヴァイアサン （Leviathan） - アメリカのヘヴィメタルバンド、マストドンが2004年にリリースしたアルバム。本小説をモチーフにしたアルバムである。
- エイハブ - 猿渡哲也作画の漫画。増刊 グランドジャンプむちゃにて連載された。本小説を原作にした漫画である。
- 海洋冒険小説